# Amt Peitz
Urząd Peitz (niem. Amt Peitz, dolnołuż. Amt Picnjo) - urząd w Niemczech, leżący w kraju związkowym Brandenburgia, w powiecie Spree-Neiße. Siedziba urzędu znajduje się w mieście Peitz.
W skład urzędu wchodzi osiem gmin:
1. Drachhausen (dolnołuż. Hochoza)
2. Drehnow (dolnołuż. Drjenow)
3. Heinersbrück (dolnołuż. Most)
4. Jänschwalde (dolnołuż. Janšojce)
5. Peitz (dolnołuż. Picnjo)
6. Tauer (dolnołuż. Turjej)
7. Teichland (dolnołuż. Gatojce)
8. Turnow-Preilack (dolnołuż. Turnow-Pśiłuk)